# Bolvīrī
Bolvīrī (persiska: بُلويری) är en ort i Iran.   Den ligger i provinsen Kohgiluyeh och Buyer Ahmad, i den centrala delen av landet, 500 km söder om huvudstaden Teheran. Bolvīrī ligger 1 055 meter över havet och antalet invånare är 266.
Terrängen runt Bolvīrī är huvudsakligen kuperad, men västerut är den bergig. Bolvīrī ligger nere i en dal. Runt Bolvīrī är det ganska glesbefolkat, med 47 invånare per kvadratkilometer. Närmaste större samhälle är Landeh, 17,5 km sydväst om Bolvīrī. Omgivningarna runt Bolvīrī är i huvudsak ett öppet busklandskap.